# Khāneh Sar Marz
Khāneh Sar Marz (persiska: خانِه سَر مَرز) är en ort i Iran.   Den ligger i provinsen Mazandaran, i den norra delen av landet, 180 km nordost om huvudstaden Teheran. Antalet invånare är 143.
Terrängen runt Khāneh Sar Marz är mycket platt. Runt Khāneh Sar Marz är det ganska tätbefolkat, med 111 invånare per kvadratkilometer. Närmaste större samhälle är Sari, 15,2 km söder om Khāneh Sar Marz. Trakten runt Khāneh Sar Marz består till största delen av jordbruksmark.